# メデューサケラトプス
メデューサケラトプス(Medusaceratops)は、アメリカ合衆国モンタナ州の白亜紀後期の地層から発見されたケラトプス類に属する恐竜。メデュサケラトプス、メドゥサケラトプス、またはメドゥーサケラトプスとも表記される。また正式記載前に同名の通称で呼ばれていたアルベルタケラトプスとは別の生き物である。基盤的なカスモサウルス亜科に含まれていたが、セントロサウルス亜科に改められた。

## 発見と復元

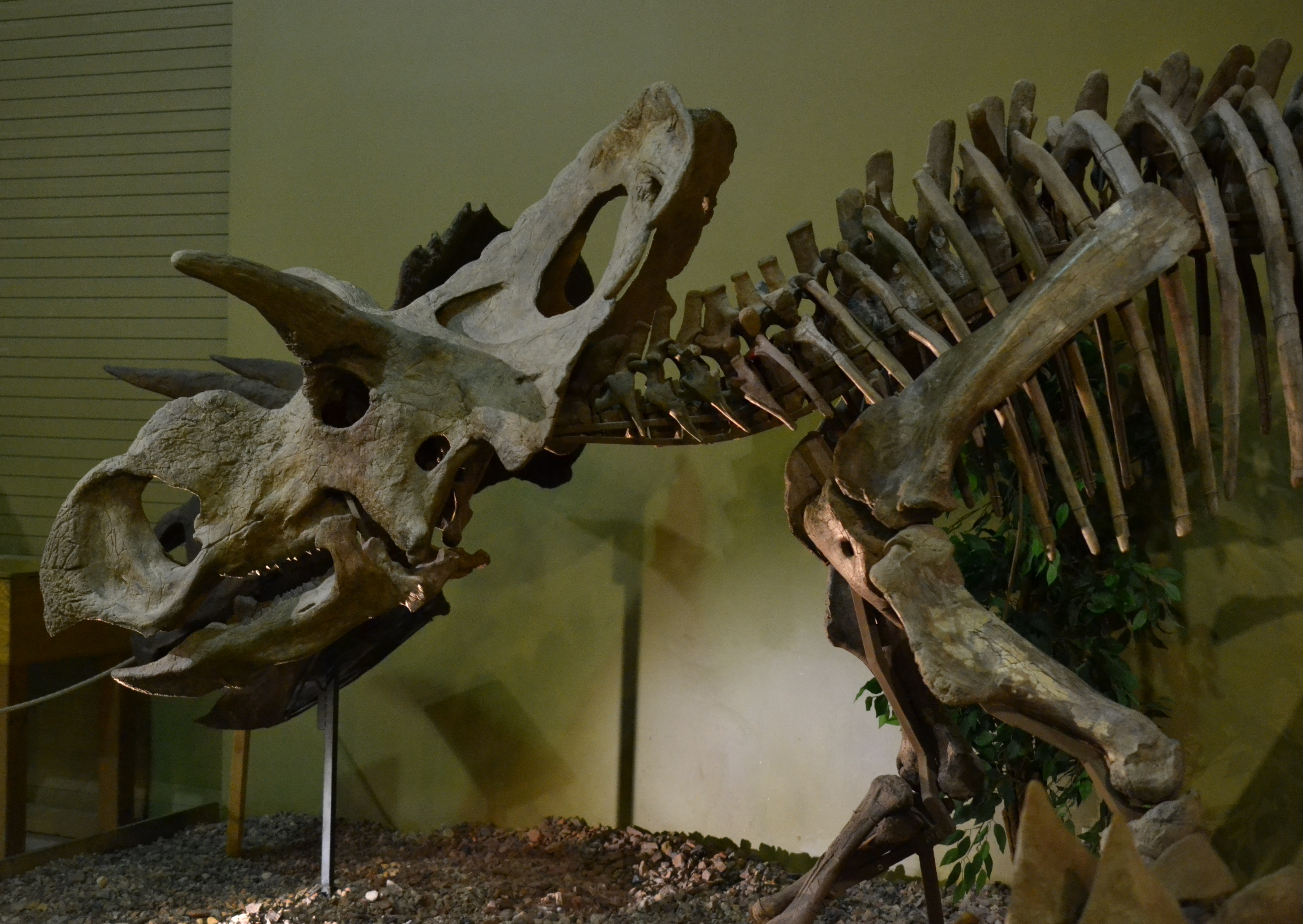
横から見た骨格

1993年、モンタナ州ヒルカントリー・ハーブマウンテン近くのミルクリバー自然区にあるケネディー峡谷にてあるボーンベッドが発見された。それは最初にスウィーニーとボイデンによってスティラコサウルスのものであると報告された。彼らはフリルのスパイクから判断してそう考えた。トレクスラーとスウィーニーは1995年に上眼窩角の存在から考察を改め、発掘現場近くで発見された事のあるケラトプス・モンタヌス（疑問名）に似ているとした。しかし上眼窩角だけでは比較することができないため、結局この化石は既存の有効な分類群には当てはめることができなかった。
土地所有者からマンスフィールド・ボーンベッドと呼ばれているそのボーンベッドがあったのは、私有地だったこともあり、いくつかの営利企業によって発掘が行われた。メデューサケラトプスのタイプ標本とその他の標本は、カナダフォッシル株式会社がカルガリーのワイオミング恐竜センターに売却した。同じ場所で採掘された追加の標本はロイヤル・ティレル古生物学博物館が同社から購入した。同社はまた、マンスフィールド・ボーンベッドの標本に基づいて二つの組立骨格を制作し、ワイオミング恐竜センターと福井県立恐竜博物館に納入した。しかしながら、後述の通りどちらも正確なメデューサケラトプスの組立骨格ではない。
メデューサケラトプスという名は2003年にカナダ人古生物学者であるマイケル・ライアンによって非公式に、別の化石に与えられていた。その化石とは後の2007年にアルベルタケラトプスの名で公式に記載されるセントロサウルス亜科の恐竜で、カナダ・アルバータ州から見つかったものである。 その後、ライアンはマンスフィールド・ボーンベッドがアルベルタケラトプスのものではないことに気づく。メデューサケラトプスはライアンの他、ラッセル、ハートマンの連名で2010年に正式記載される。その名は古代ギリシャ語で「メデューサの角の顔」という意味であり、下向きに湾曲した複数のホーンレットからギリシャ神話に登場するメデューサのヘビの髪の毛を連想して命名された。模式種は M.ロキーで、その種小名は北欧神話のトリックスター・ロキに由来する。こちらはマンスフィールド・ボーンベッドが長年研究者を混乱させてきたこと、そして上眼窩角がマーベル・コミックのマイティ・ソーのロキのヘルメットの角を彷彿とさせることに因んだものである。
マンスフィールド・ボーンベッドの化石はジュディスリバー累層の上部から収集された。カナダのオールドマン層と層序的に同年代であり、メデューサケラトプスはアルベルタケラトプスと同じ年代、つまり白亜紀後期カンパニアン期中頃（7750万年前頃）に生息したものと思われる。ジュディスリバー累層から発見されたジュディケラトプスが発表される前までは、カスモサウルス亜科では最古のものということで知られた。
先述のとおり、メデューサケラトプスの記載前にカナダフォッシルによって、マンスフィールド・ボーンベッドの複数個体分のケラトプス類を組み合わせた組立骨格が制作された。長い上眼窩角をもとにカスモサウルスのシノニムと信じられているエオケラトプスではないかとされたことや、カスモサウルス・ルッセリに似たフリルの断片が見つかっていることなどから、この復元骨格はひとまず「カスモサウルスの一種」とされ、フリルはカスモサウルス・ルッセリのそれが付けられた。組立骨格は「レオナ」の愛称を与えられ、福井県立恐竜博物館へ売られた。2001年、アルバータ州のオールドマン層から、未知のセントロサウルス亜科の頭骨化石が発見された。2001年当時、既知のセントロサウルス類で発達した上眼窩角をもつものは存在しなかったが、とりあえずライアンによって｢メデューサケラトプス｣という通称が与えられた。2006年、その｢メデューサケラトプス｣は、正式な学名、アルベルタケラトプスが与えられた。アルベルタケラトプスの記載論文で、マンスフィールド・ボーンベッドのケラトプス類は、層序的に同じカンパニアン期中期のものであり、地理的にも近いということで、カスモサウルスの一種ではなく、アルベルタケラトプスであることが指摘された。これに合わせ、カナダフォッシル株式会社はマンスフィールド・ボーンベッドからもう1体の復元骨格を制作し、ワイオミング恐竜センターに納めた。同時に、福井県立恐竜博物館で展示されていた組立骨格のキャプションは、「カスモサウルスの一種」から「アルベルタケラトプス・ネスモイ」に書き換えられた。
そして2010年、セントロサウルス亜科であるA.ネスモイ1種だけで構成されていたはずのマンスフィールド・ボーンベッドに未知のカスモサウルス亜科が含まれていたことが発覚し、それこそが後のメデューサケラトプス・ロキーであった。そしてメデューサケラトプスの模式標本は、カナダフォッシルが制作した2つの復元骨格に組み込まれていたのである。更に両者は、メデューサケラトプスであると断定できる物の他、様々なマンスフィールド・ボーンベッド産のパーツの集合体であった。メデューサケラトプスのタイプ標本は部分的な頭頂骨だけであるため、問題の復元骨格2体に使われた頭頂骨以外の部分がメデューサケラトプスのものなのかどうか判断できないが、長い上眼窩角と鼻角は、メデューサケラトプスである可能性が高いとされている。アルベルタケラトプスとされている2つの復元骨格を構成している化石のうち、どこがメデューサケラトプスでどこがセントロサウルス亜科のものなのかはわからないが、マンスフィールド・ボーンベッドはほぼメデューサケラトプスだけで構成されている可能性が高いと考えられることから、大部分がメデューサケラトプスで占められていると思われる。

## 記載
ワイオミング恐竜センターに所蔵されていた二つの断片的なフリルがメデューサケラトプスの模式標本として選ばれた。ホロタイプ WDC DJR 001 、そして パラタイプ WDC DJR 002 である。数百個体分に及ぶマンスフィールド・ボーンベッド由来のすべてのカスモサウルス類がメデューサケラトプスであるかどうかは不確かで、科学的に記載されたのはただ二つの断片的なフリルのみである。他のものはライアンによって再検討されている。他の標本の多くは属について言及できる保存状態ではなく、唯一確かなのはそれらがカスモサウルス亜科に属するということだけであるとされていた。
タイプ標本についてのみ考慮する際、メデューサケラトプスはフリル両端の独特な三対のホーンレットゆえにカスモサウルス亜科と見なすにしては奇抜な存在であると言える。第一のホーンレットは大きく、第二のそれはより小さい。そして両者は奇妙な形に下向きに歪んでいる。第三のホーンレットは小さな三角形で基盤的カスモサウルス亜科と比べると控えめであるが、他の二対と同様に垂れ下がっており、鱗状骨との境に届くほどである。大きく広がり曲がった第一のホーンレットは、アルベルタケラトプスの第三のホーンレットにかなり似ている。2016年の日本人による系統解析によればカスモサウルス亜科ではなく、アルベルタケラトプスと同じくセントロサウルス亜科に含めるべきとの指摘がなされ、その後分類が見直された。 ジュディスリバー累層から見つかる他のカスモサウルス亜科（ジュディケラトプス、スピクリペウス）と比べて、メデューサケラトプスはフリルの形状からしてかなり個性的である。 そしてメルクリケラトプスはメデューサケラトプスがもつそのユニークな鱗状骨をもっていないことに基づいて設立された属である。
ライアンはマンスフィールド・ボーンベッドの化石の一部はセントロサウルス亜科型であることを示唆していた。千葉らは2017年の論文で、2011年から2012年にかけてデヴィッド・トレクスラーによって発見されたマンスフィールド・ボーンベッド産のメデューサケラトプスの新しい標本を記載し、メデューサケラトプスの骨格の特徴がセントロサウルス亜科のそれであると主張した。彼らはそのボーンベッドの標本は全て単一の種に帰属すると結論づけた。記載者らによる系統解析ではメデューサケラトプスは結局カスモサウルス亜科ではなく、むしろナストケラトプスよりもセントロサウルス族とパキリノサウルス族に近縁な初期セントロサウルス亜科である事を示した。

## 分類

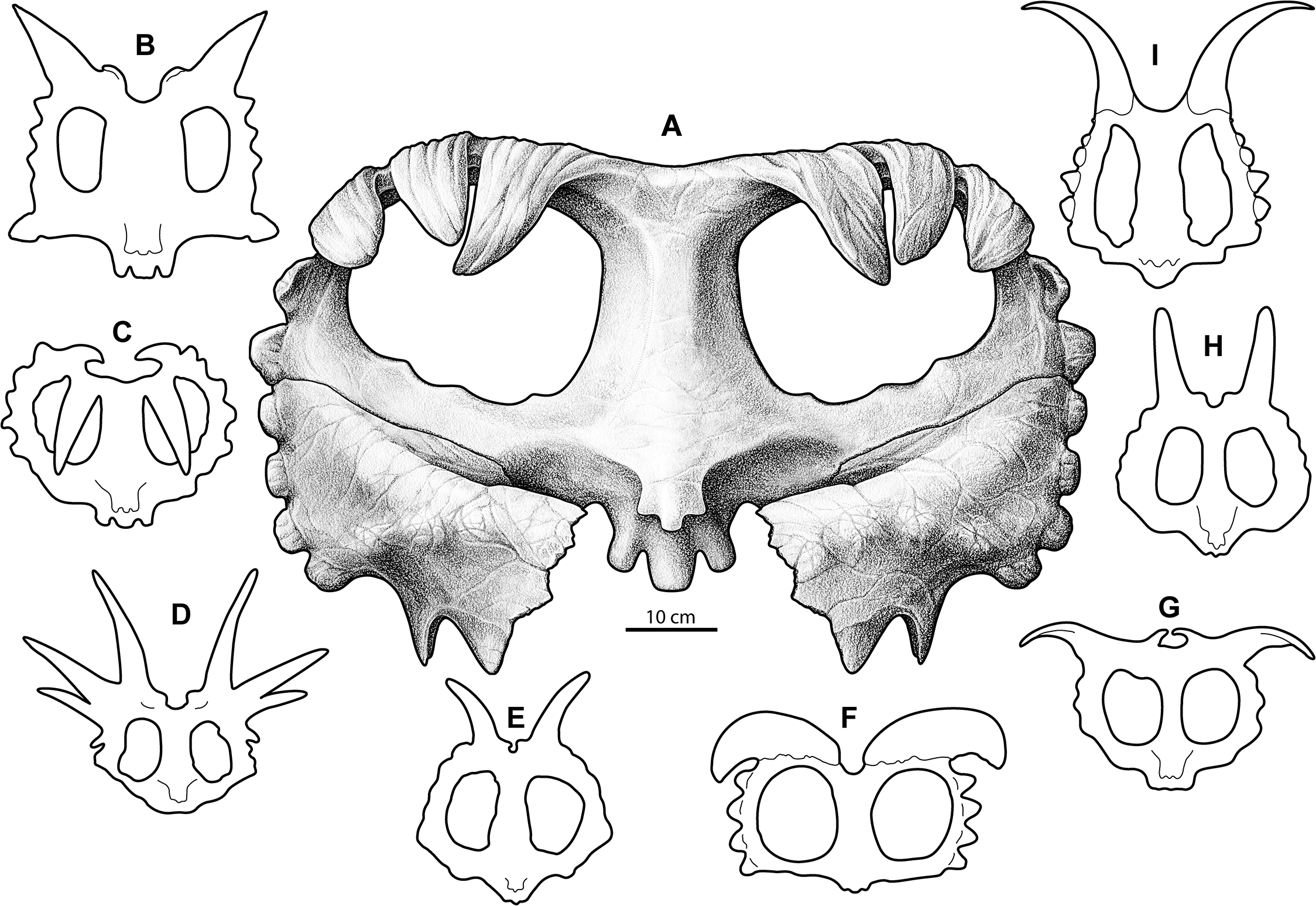
さまざまなセントロサウルス亜科の復元された頭頂骨。5対の縁頭頂骨と正中線上の枝分かれした部分を示す。メデューサケラトプスはFでマークされた図

メデューサケラトプスはその独特なフリルの装飾の特徴からジュディスリバー累層で発見された有効なケラトプス類の中で、セントロサウルス亜科のアヴァケラトプス、カスモサウルス亜科のジュディケラトプスやスピクリペウスと明確に区別することができる。
新たに発見された鱗状骨に基づいて、その特徴のなさからメルクリケラトプス とも区別できる。マンスフィールド・ボーンベッドから発見された全ての骨要素は、過去にセントロサウルス亜科のアルベルタケラトプスとして分類されていたものも含めて全て、今後はメデューサケラトプスと改められる。あるいは標本が断片的すぎて評価不能と見なされる。
以下のクラドグラムは千葉らによる2017年の論文に従う。
|  | ディアブロケラトプス |
|  |                      |
|  | マカイロケラトプス   |
|  |                      |

|  | アヴァケラトプス (ANSP 15800) |
|  |                               |
|  | MOR 692                       |
|  |                               |
|  | CMN 8804                      |
|  |                               |
|  | ナストケラトプス              |
|  |                               |
|  | マルタの新タクソン            |
|  |                               |

|  | シノケラトプス       |
|  |                      |
|  | ウェンディケラトプス |
|  |                      |

|  | セントロサウルス族 |
|  |                    |
|  | パキリノサウルス族 |
|  |                    |

|  | シノケラトプス       |
|  |                      |
|  | ウェンディケラトプス |
|  |                      |

|  | セントロサウルス族 |
|  |                    |
|  | パキリノサウルス族 |
|  |                    |

|  | シノケラトプス       |
|  |                      |
|  | ウェンディケラトプス |
|  |                      |

|  | セントロサウルス族 |
|  |                    |
|  | パキリノサウルス族 |
|  |                    |

|  | シノケラトプス       |
|  |                      |
|  | ウェンディケラトプス |
|  |                      |

|  | セントロサウルス族 |
|  |                    |
|  | パキリノサウルス族 |
|  |                    |

|  | アヴァケラトプス (ANSP 15800) |
|  |                               |
|  | MOR 692                       |
|  |                               |
|  | CMN 8804                      |
|  |                               |
|  | ナストケラトプス              |
|  |                               |
|  | マルタの新タクソン            |
|  |                               |

|  | シノケラトプス       |
|  |                      |
|  | ウェンディケラトプス |
|  |                      |

|  | セントロサウルス族 |
|  |                    |
|  | パキリノサウルス族 |
|  |                    |

|  | シノケラトプス       |
|  |                      |
|  | ウェンディケラトプス |
|  |                      |

|  | セントロサウルス族 |
|  |                    |
|  | パキリノサウルス族 |
|  |                    |

|  | シノケラトプス       |
|  |                      |
|  | ウェンディケラトプス |
|  |                      |

|  | セントロサウルス族 |
|  |                    |
|  | パキリノサウルス族 |
|  |                    |

|  | シノケラトプス       |
|  |                      |
|  | ウェンディケラトプス |
|  |                      |

|  | セントロサウルス族 |
|  |                    |
|  | パキリノサウルス族 |
|  |                    |

|  | ディアブロケラトプス |
|  |                      |
|  | マカイロケラトプス   |
|  |                      |

|  | アヴァケラトプス (ANSP 15800) |
|  |                               |
|  | MOR 692                       |
|  |                               |
|  | CMN 8804                      |
|  |                               |
|  | ナストケラトプス              |
|  |                               |
|  | マルタの新タクソン            |
|  |                               |

|  | シノケラトプス       |
|  |                      |
|  | ウェンディケラトプス |
|  |                      |

|  | セントロサウルス族 |
|  |                    |
|  | パキリノサウルス族 |
|  |                    |

|  | シノケラトプス       |
|  |                      |
|  | ウェンディケラトプス |
|  |                      |

|  | セントロサウルス族 |
|  |                    |
|  | パキリノサウルス族 |
|  |                    |

|  | シノケラトプス       |
|  |                      |
|  | ウェンディケラトプス |
|  |                      |

|  | セントロサウルス族 |
|  |                    |
|  | パキリノサウルス族 |
|  |                    |

|  | シノケラトプス       |
|  |                      |
|  | ウェンディケラトプス |
|  |                      |

|  | セントロサウルス族 |
|  |                    |
|  | パキリノサウルス族 |
|  |                    |

|  | アヴァケラトプス (ANSP 15800) |
|  |                               |
|  | MOR 692                       |
|  |                               |
|  | CMN 8804                      |
|  |                               |
|  | ナストケラトプス              |
|  |                               |
|  | マルタの新タクソン            |
|  |                               |

|  | シノケラトプス       |
|  |                      |
|  | ウェンディケラトプス |
|  |                      |

|  | セントロサウルス族 |
|  |                    |
|  | パキリノサウルス族 |
|  |                    |

|  | シノケラトプス       |
|  |                      |
|  | ウェンディケラトプス |
|  |                      |

|  | セントロサウルス族 |
|  |                    |
|  | パキリノサウルス族 |
|  |                    |

|  | シノケラトプス       |
|  |                      |
|  | ウェンディケラトプス |
|  |                      |

|  | セントロサウルス族 |
|  |                    |
|  | パキリノサウルス族 |
|  |                    |

|  | シノケラトプス       |
|  |                      |
|  | ウェンディケラトプス |
|  |                      |

|  | セントロサウルス族 |
|  |                    |
|  | パキリノサウルス族 |
|  |                    |